# 大橋 (福岡市)

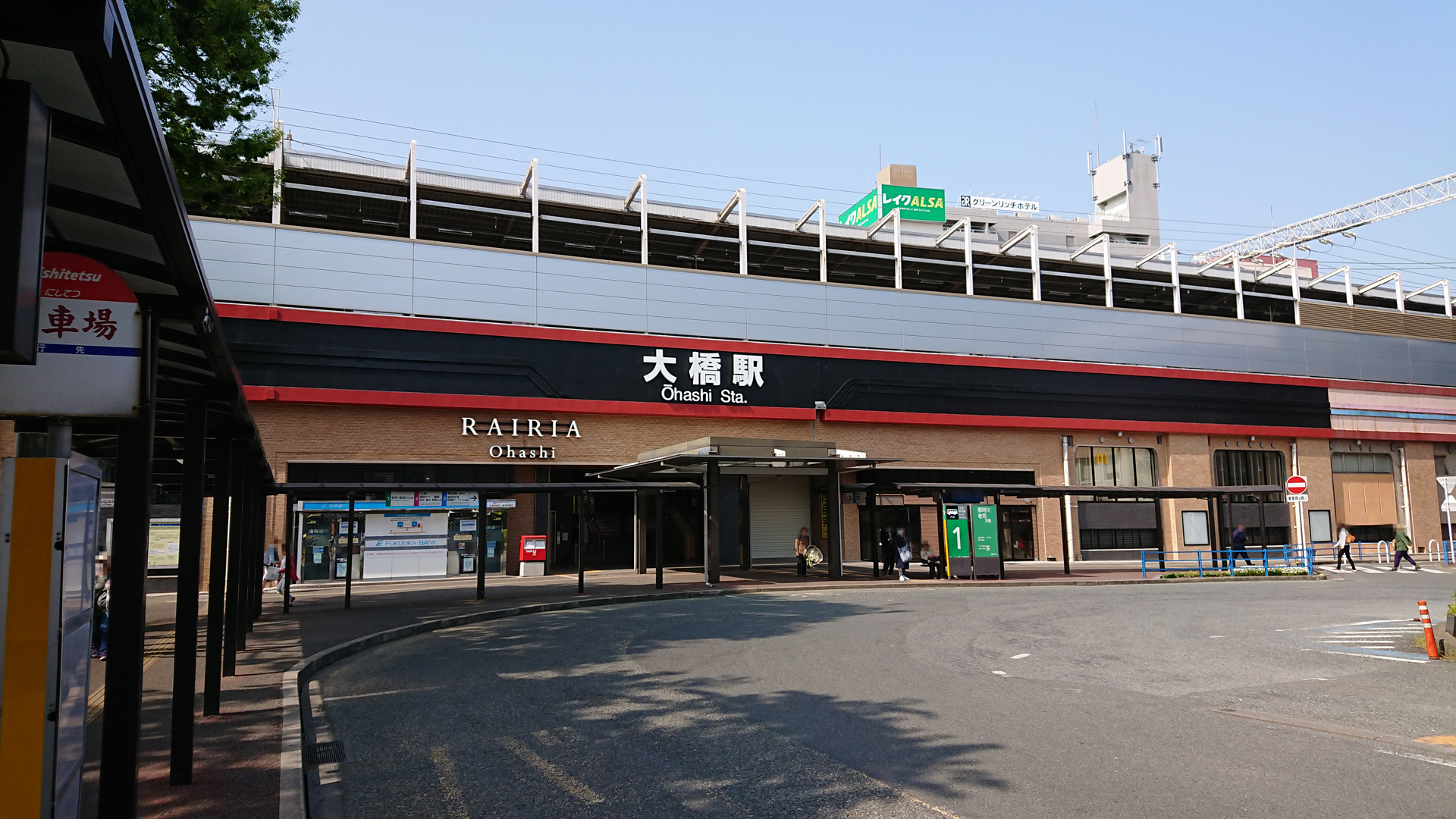
大橋駅東口

大橋（おおはし）は、福岡県福岡市南区の地名。郵便番号815-0033。

## 地理
福岡市南部に位置する。北で塩原、北東で大橋団地、東で那珂川を跨いで横手、南で三宅、南西で南大橋、西で筑紫丘、北西で向野と隣接する。福岡市の副都心機能を持ち、九州大学大橋キャンパスが近いため、学生街としての顔も持つ。福岡市南区の商業地区および住宅街であり、西鉄天神大牟田線大橋駅付近は南区の中心市街地にあたる。

## 交通

### 鉄道
- 西鉄天神大牟田線大橋駅

### バス
- 西鉄バス

### 道路
- 福岡高速5号線 野多目ランプ
- 福岡外環状道路
- 国道385号
- 福岡県道31号線

## 施設

### 学校
- 福岡市立塩原小学校
- 福岡市立筑紫丘小学校
- 福岡市立三宅中学校
- 福岡市立筑紫丘中学校
- 福岡県立筑紫丘高等学校
- 九州大学大橋地区（旧：九州芸術工科大学）
- 純真学園大学
- 純真高等学校
- 純真短期大学
- 香蘭女子短期大学
- 専門学校コンピュータ教育学院（福岡大橋総合ITキャンパス）

### 商業施設
- 大橋西鉄名店街
- 西鉄ストア大橋店
- マックスバリュ大橋店（旧:グルメシティ）
- ダイキョープラザ大橋店（2020年7月閉店）
- 福岡金文堂大橋駅店

### 銀行・郵便局
- 福岡銀行 大橋支店
- 佐賀銀行 三宅支店
- 西日本シティ銀行 大橋支店
- 西日本シティ銀行 大橋駅前支店
- 十八親和銀行 塩原支店他